# Dürkheimer Riesenfass
Das Dürkheimer Riesenfass, örtlich meist nur Fass oder im Dialekt Därgemer Fass genannt, ist ein fassförmiges Gebäude in der pfälzischen Kur- und Kreisstadt Bad Dürkheim (Rheinland-Pfalz). Es hat bei einem Durchmesser von 13,5 m ein Volumen von etwa 1.700.000 Litern entsprechend 1700 m³ und ist damit das größte Fass der Welt. Allerdings dient es nicht der Aufbewahrung von Flüssigkeit, sondern ist als Gaststätte eingerichtet.

## Geographische Lage

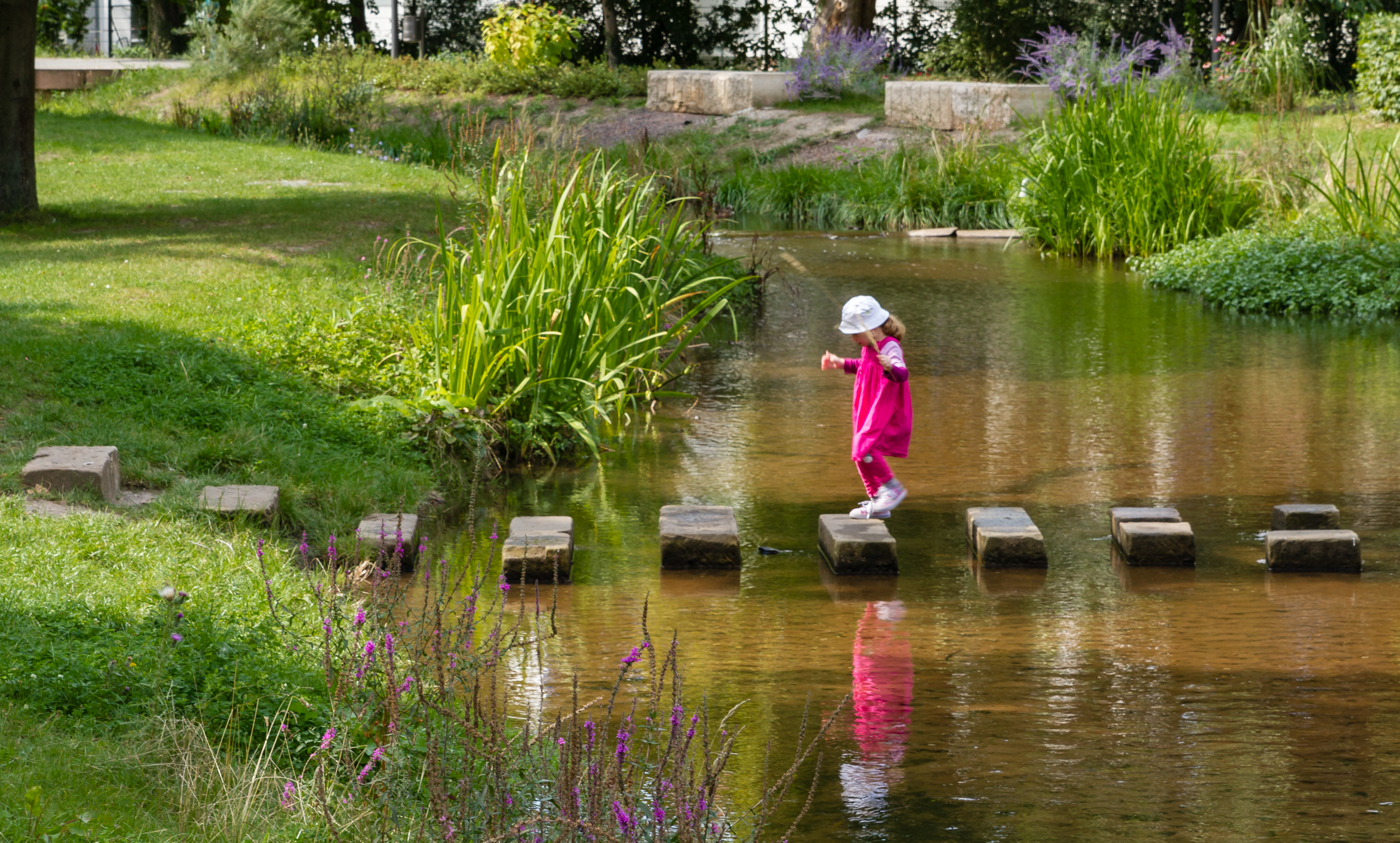
Isenach auf der Höhe des Fasses

Das Riesenfass mit der Straßenanschrift St.-Michaels-Allee 1 steht nordöstlich der Altstadt auf 117 m Höhe in der Aue des Flüsschens Isenach am Westrand der 45.000 m² großen Brühlwiesen. Auf diesen findet alljährlich am zweiten und dritten Septemberwochenende der Dürkheimer Wurstmarkt statt, der mit über 600.000 Besuchern als das größte Weinfest der Welt gilt.
Die Zufahrt zu Fass und Wurstmarkt erfolgt über die direkt nördlich vorbeiführende Bundesstraße 37, die Ludwigshafen am Rhein mit Kaiserslautern verbindet.
Die im Jahr 2013 renaturierte und dabei wieder offengelegte Isenach passiert das Fass südlich im Abstand von 50 m.

## Geschichte

Bauphase 1934

Das Fass wurde 1934 von dem Bad Dürkheimer Weingutsbesitzer und Küfermeister Fritz Keller in traditioneller Herstellungsweise und Form, wenn auch überdimensioniert, aus Holz gebaut.
Zu diesem Zweck wurden im Nordschwarzwald nahezu 200 Tannen gefällt, von denen jede gegen 40 m hoch war. Jeweils eine Tanne war erforderlich, um eine der 178 Fassdauben von je 15 m Länge und 15 cm Stärke zu fertigen. Insgesamt wurden mehr als 200 m³ Holz verarbeitet. Zugerichtet und geliefert wurde das Holz vom Sägewerk Krauth & Co. in Rotenbach im Enztal. Das Gebäude ruht auf einem Fundament von etwa 20 m Breite und 15 m Seitenlänge und überspannt damit eine Fläche von etwa 300 m².
Mit dem Bau des Dürkheimer Riesenfasses wurde das Große Fass des Heidelberger Schlosses, das bei 9 m Länge, 7 m Durchmesser und 221.726 Liter Rauminhalt tatsächlich der Aufnahme von Wein diente, als vorher größtes Fass der Welt um ein Vielfaches übertroffen.

## Ausstattung und Betrieb
Das Dürkheimer Riesenfass trägt auf der nach Nordosten weisenden Stirnseite in alter Rechtschreibung die Aufschrift „Dürkheimer Riesenfaß“. Innen ist es nach Art einer Weinstube gestaltet und eingerichtet. Es kann auf zwei Ebenen (Erdgeschoss und Empore) knapp 430 Gäste aufnehmen. Wegen des Besucherandrangs wurde 1958 die hölzerne „Bütt“ angebaut, eine ebenfalls überdimensionale Bütte, die im Stil dem Riesenfass entspricht und Raum für etwa 120 Gäste bietet.

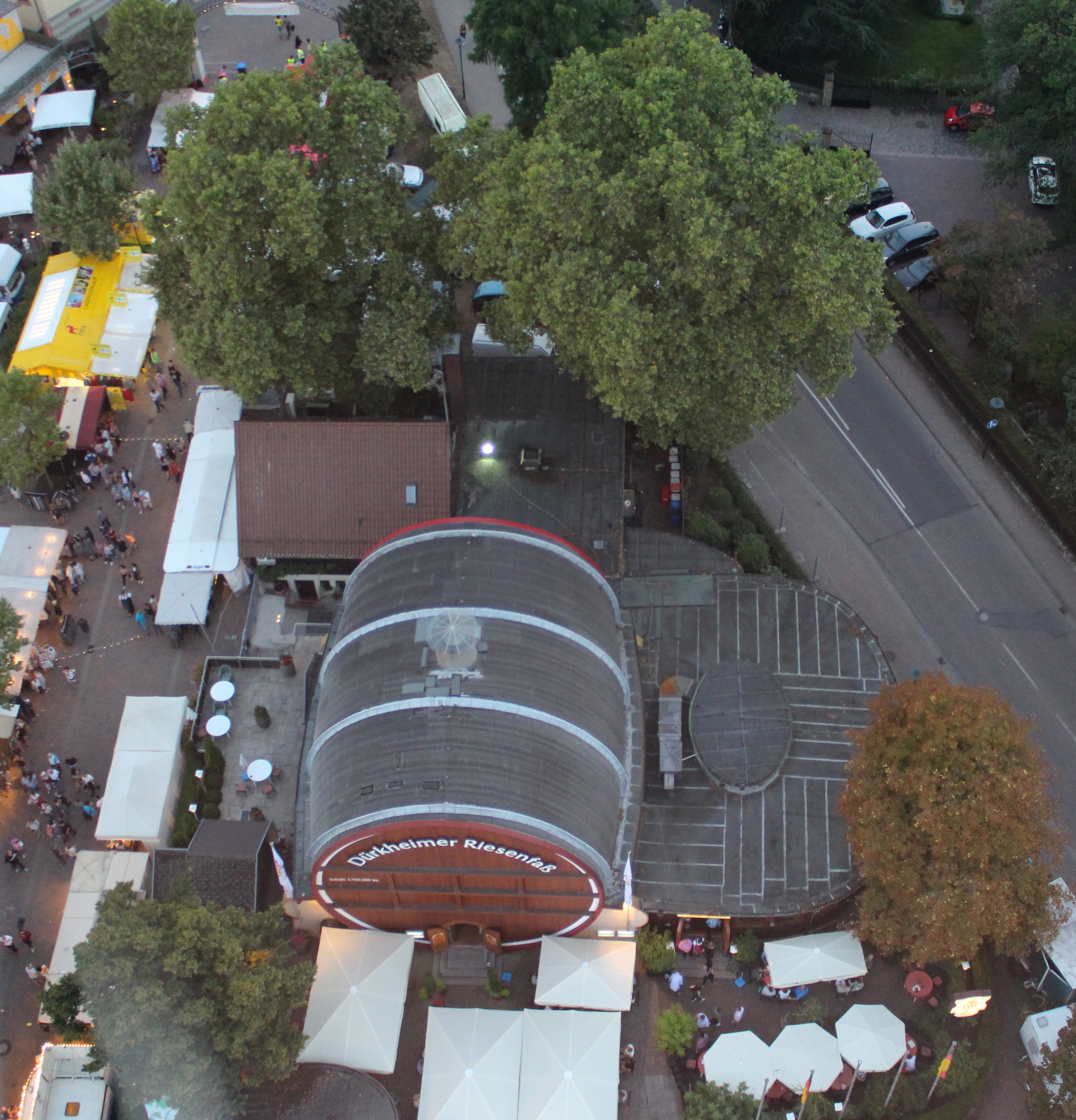
Vogelschau
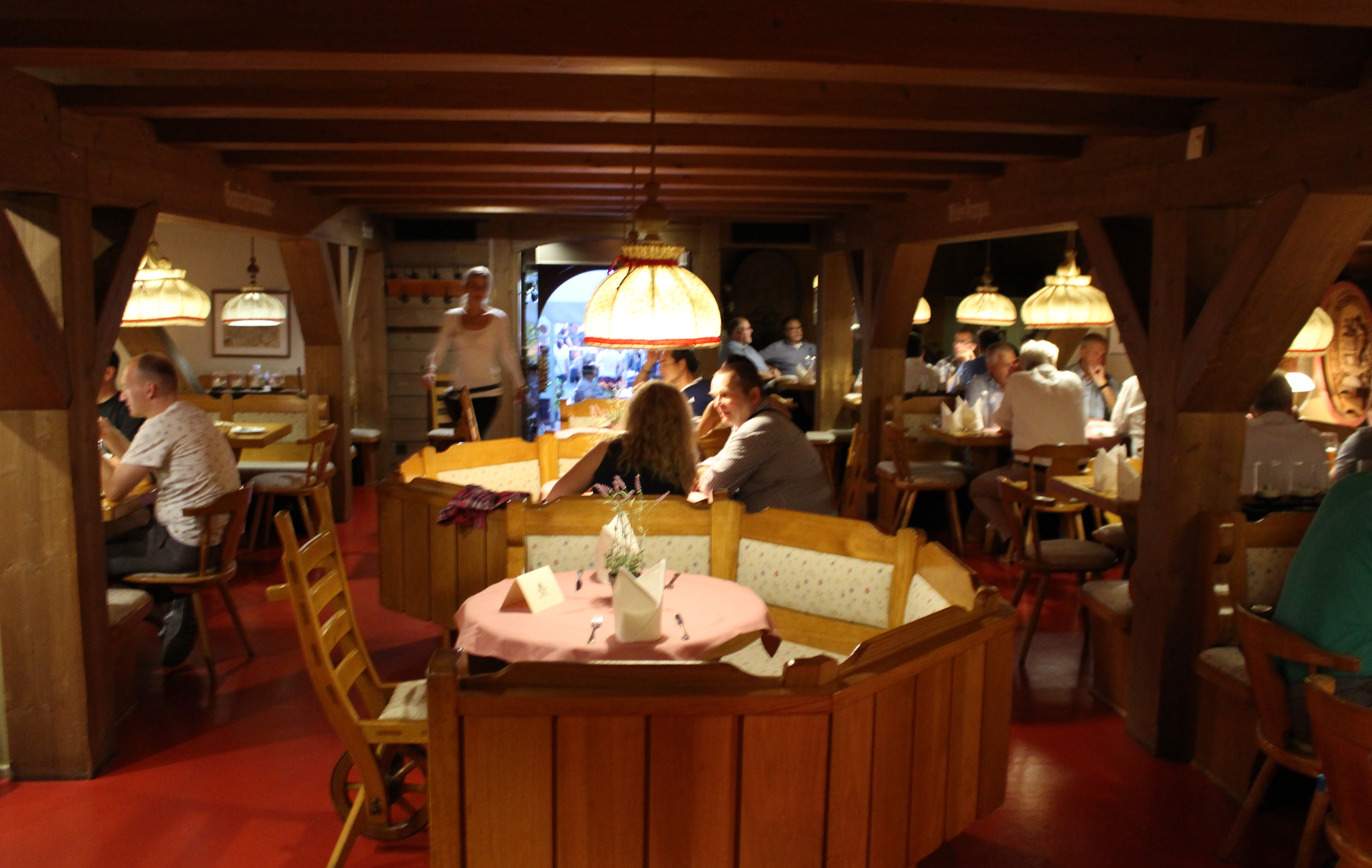
Gastraum im Erdgeschoss
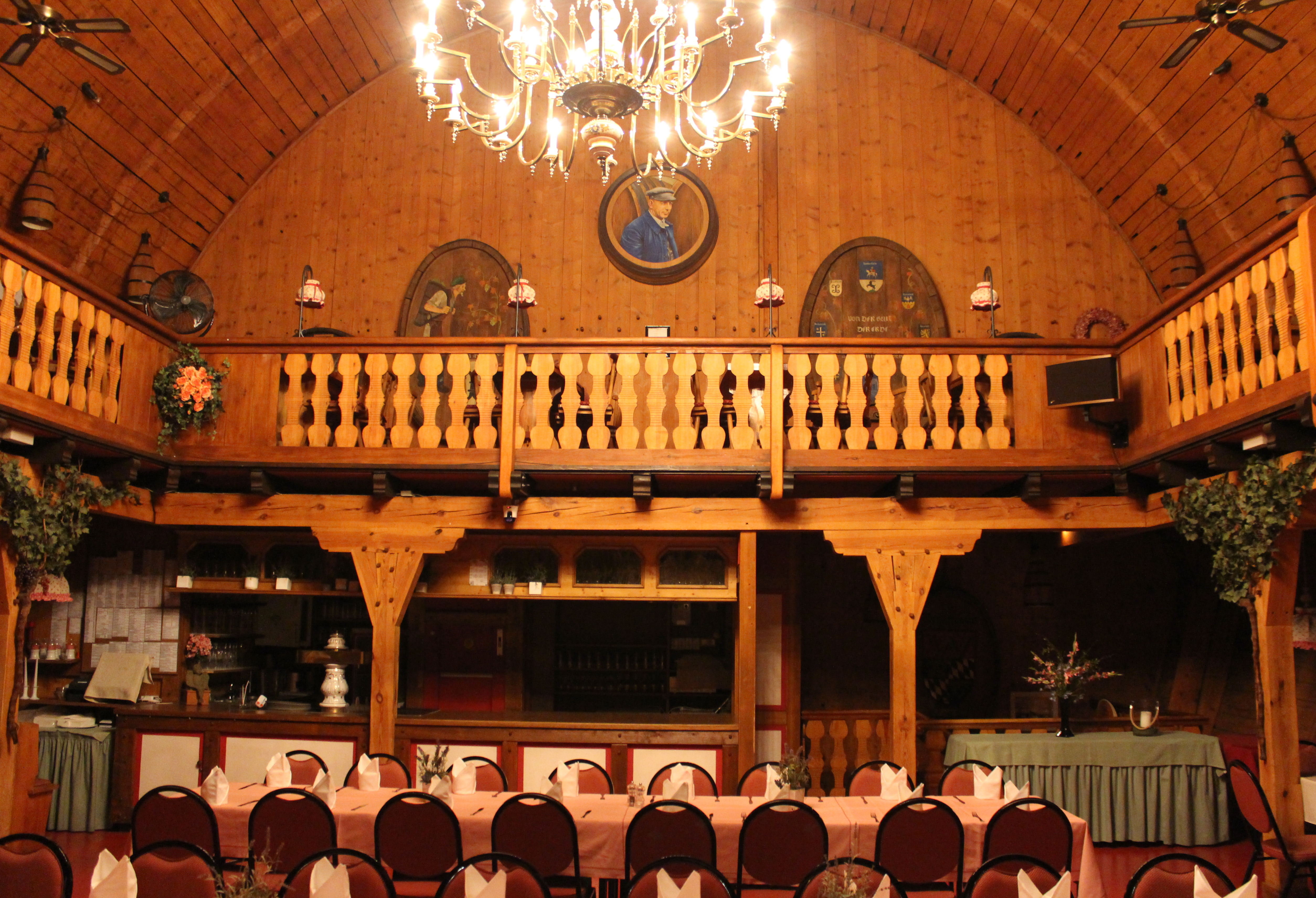
Gastraum auf der Empore
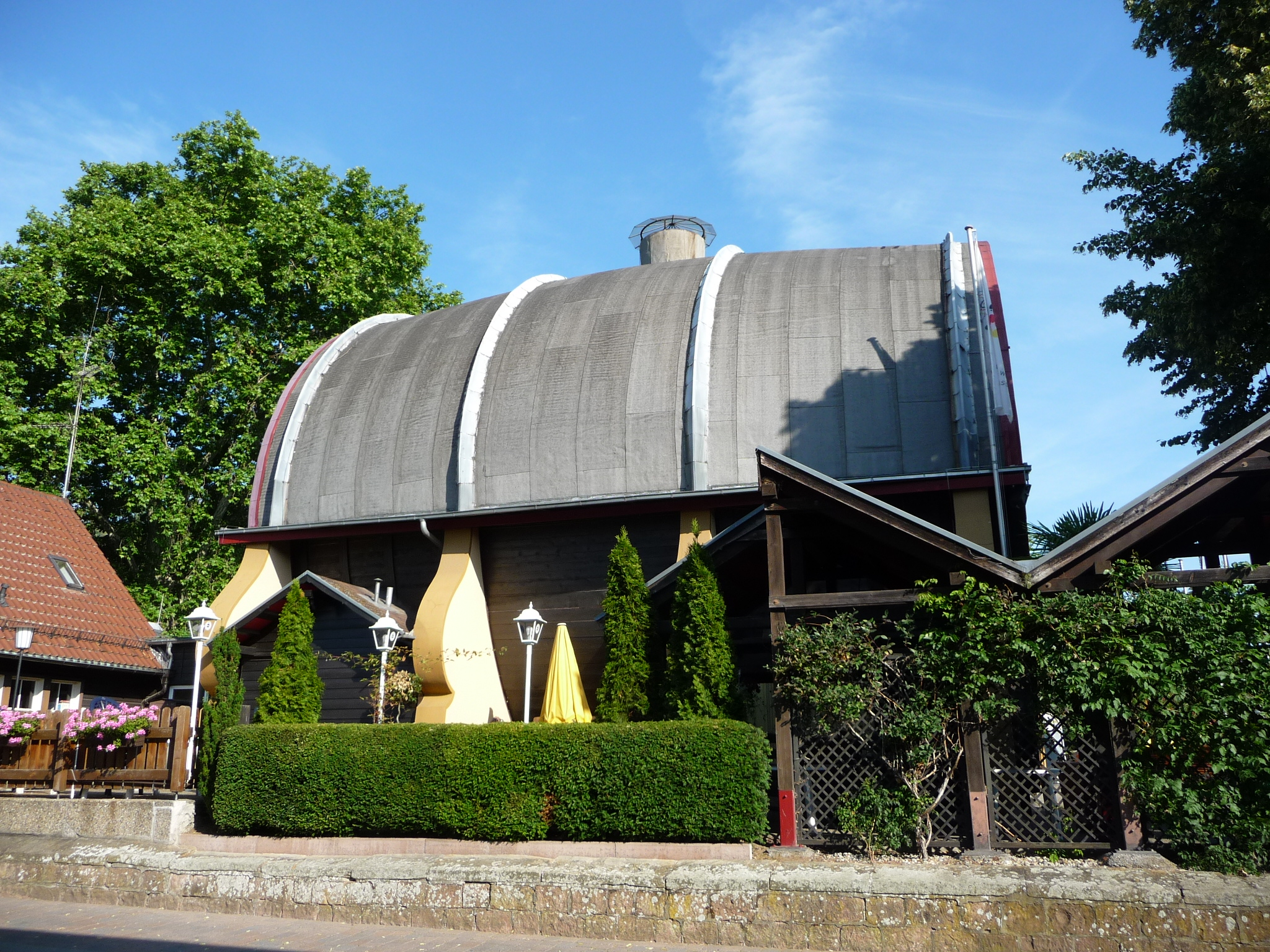
Seitenansicht
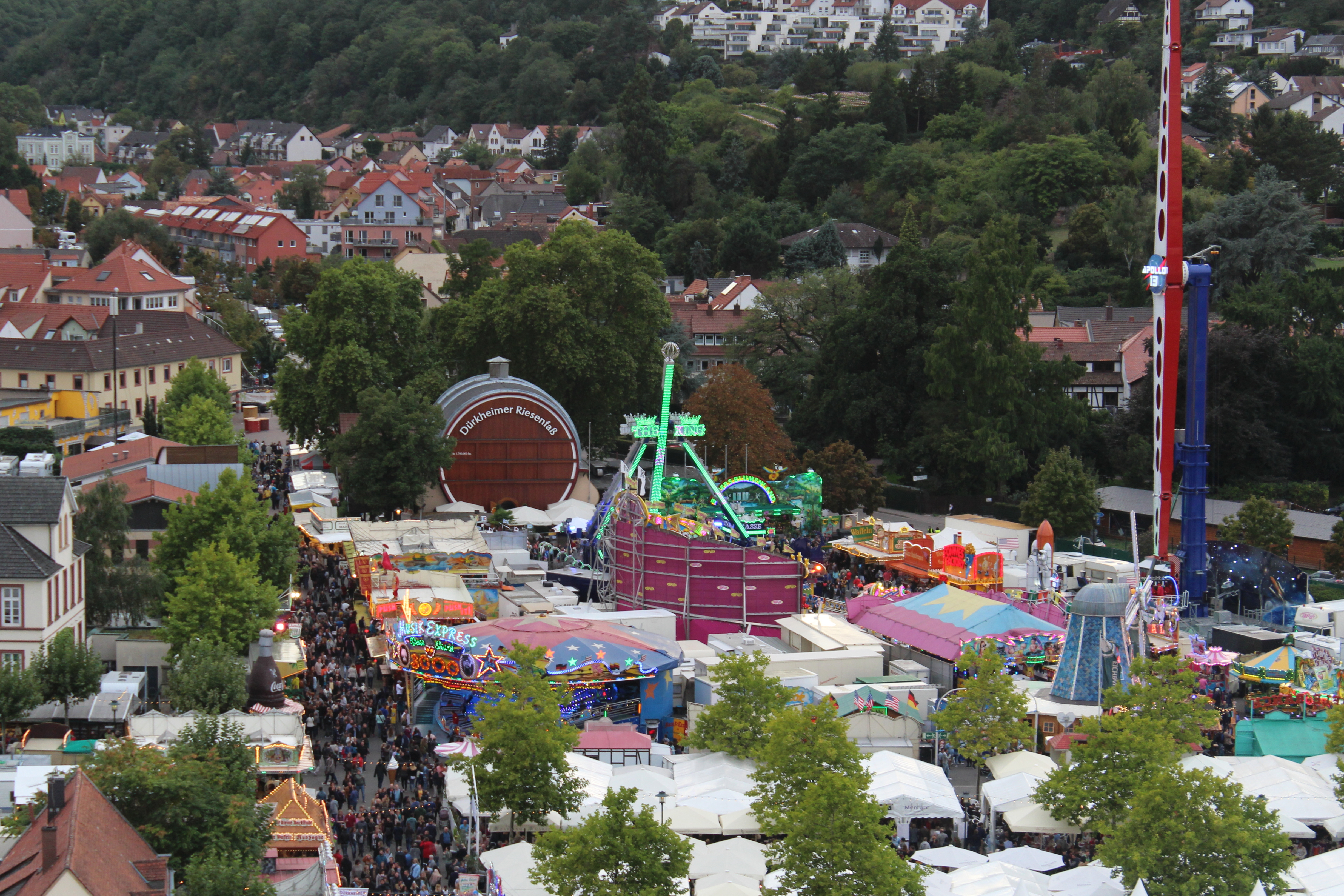
Riesenfass und Umgebung